# Algar do Mistério
O Algar do Mistério também conhecido por Gruta do Mistério é uma gruta portuguesa localizada na freguesia dos Altares, concelho de Angra do Heroísmo, ilha Terceira, arquipélago dos Açores.
Esta cavidade apresenta uma geomorfologia de origem vulcânica em forma de tubo de lava de algar localizado em planalto.
Este acidente geológico apresenta uma profundidade de 12 m. por um comprimento de 151 m. com uma largura máxima de 6 m. e por uma altura também máxima de 5 m.
Devido à sua morfologia e ambiente circundante encontra-se classificado como fazendo parte da Rede Natura 2000.